# Uvernet-Fours
Uvernet-Fours (okzitanisch Uvernet e Forns) ist eine französische Gemeinde mit 502 Einwohnern (Stand 1. Januar 2022) im Département Alpes-de-Haute-Provence in der Region Provence-Alpes-Côte d’Azur. Sie gehört zum Arrondissement Barcelonnette und zum Kanton Barcelonnette.

## Geographie

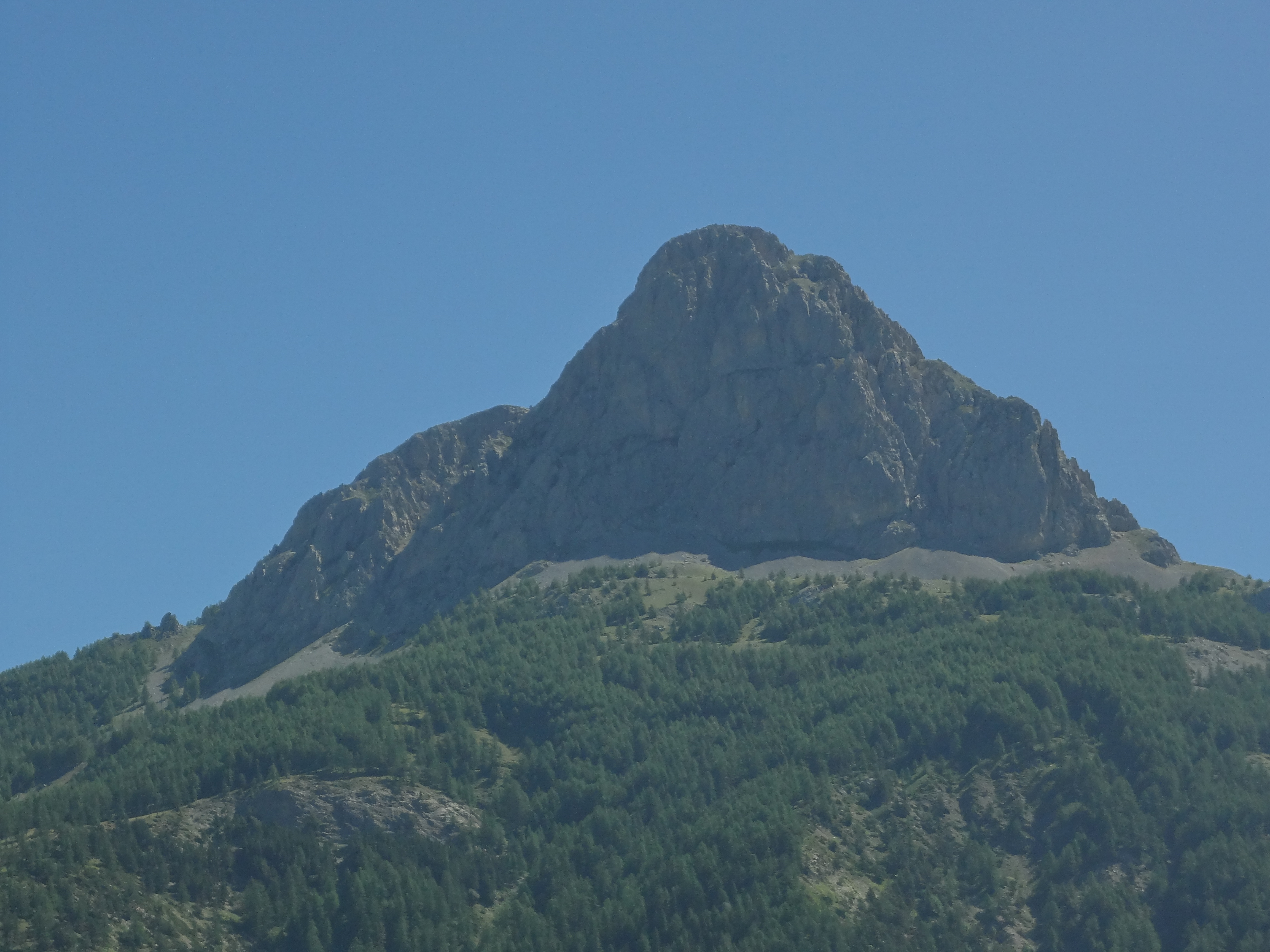
Der Pain de sucre, ein 2560 m hoher Berg bei Uvernet-Fours

Die Gemeinde liegt in den französischen Seealpen und wird vom Flüsschen Bachelard durchquert. Sie grenzt im Norden an Saint-Pons, Barcelonnette, Enchastrayes und Jausiers, im Osten an Saint-Dalmas-le-Selvage, im Südosten an Entraunes, im Süden an Allos sowie im Westen an Méolans-Revel und Les Thuiles.
3167 Hektar der Gemeindegemarkung sind bewaldet.

## Bevölkerungsentwicklung
| Jahr      | 1962 | 1968 | 1975 | 1982 | 1990 | 1999 | 2006 | 2012 |
| --------- | ---- | ---- | ---- | ---- | ---- | ---- | ---- | ---- |
| Einwohner | 114  | 217  | 506  | 526  | 543  | 614  | 622  | 586  |